# Beneditinos
Beneditinos là một đô thị thuộc bang Piauí, Brasil. Đô thị này có diện tích 792,562 km², dân số năm 2007 là 9560 người, mật độ 12,06 người/km².